# Berwick (circonscription du Parlement d'Écosse)
Pour les articles homonymes, voir Berwick.
Berwick-upon-Tweed était une circonscription du Parlement d'Écosse.

## Historique
Berwick-upon-Tweed a été créé Burgh royal entre 1119 et 1124, et a été représenté par intermittence au Parlement. Le burgh est connu pour avoir été représenté aux réunions du 20 novembre 1469, 6 mai 1471, 6-7 mai 1478, 1er mars 1479 et 2 avril 1481, mais le seul commissaire de burgh dont le nom est enregistré est Archibald Manderston, qui y a assisté les 11 avril et 13 avril 1481. et 13 Avril 1481.
Aucun commissaire pour Berwick-upon-Tweed n'est répertorié dans le sederunt du 19 mars 1482. Le burgh a été perdu plus tard cette année et n'a envoyé aucun autre représentant au parlement écossais. En 1512, la ville avait été émancipée et envoyait des membres au Parlement d'Angleterre.